# دوريس كالوي
دوريس كالوي (بالإنجليزية: Doris Calloway)‏، (14 فبراير 1923 - 31 أغسطس 2001) كانت خبيرة تغذية أمريكية، عُرفت بدراساتها لعملية التمثيل الغذائي البشري، ودورها في الصحة العامة، والحفاظ على الأغذية وسلامتها.

## النشأة والتعليم
```
ولدت دوريس هاوز في كانتون/ أوهايو، وهي ابنة لكل من إيرل هاوز وليليان روبرتس، وكلاهما من المحققين الخصوصيين. ذهبت إلى المدرسة الثانوية في كانتون الشرقية وتخرجت كطالبة متفوقة. على الرغم من رغبتها في دراسة الطب، لم تستطع أسرتها تحمل ذلك، ودرست علم التغذية في 
جامعة ولاية أوهايو
، التي تخرجت منها في عام 1943 بدرجة البكالوريوس.
```

التحقت بجامعة شيكاغو لدراسات الدكتوراه وحصلت على درجة الدكتوراه في التغذية في عام 1947.

## الوظيفة والبحث
بعد حصولها على درجة البكالوريوس، تدربت كالوي في مستشفى جامعة جونز هوبكنز كأخصائية تغذية في عام 1944. وفي العام التالي، كانت خبيرة تغذية في جامعة إلينوي في كلية الطب بشيكاغو. في جامعة إليوني بشيكاغو، بحثت عن كيفية تأثير تناول البروتين والتمرين على الوقت الذي استغرقه الناس للتعافي من الجراحة. فالمرضى الذين تناولوا الطعام بعد الجراحة بوقت وجيز وكانوا نشطين بدنيا، تعافوا بشكل أسرع من أولئك الذين لم يفعلوا ذلك. في الفترة من 1948-1951، كانت خبيرة استشارية في شركة Medical Associates في شيكاغو. انتقلت بعد ذلك إلى معهد QM للأغذية والحاويات، حيث كانت أخصائية تغذية من 1951-1958، ورئيسة مختبر الأيض من 1958-1959، ورئيسة قسم التغذية من 1959-1961. أثناء وجودها في QM، عملت مع الجيش الأمريكي للبحث في قدرة الأطعمة على الحماية من الإشعاع الخطير. اكتشفت أن البروكلي يمكن أن يكون له تأثير وقائي ضد السرطان الناجم عن الإشعاع.
كما بحثت في تشعيع الأغذية واكتشفت أن آثاره على محتوى المواد الغذائية تشبه المعالجة الحرارية. في عام 1961، شغلت منصبًا في معهد ستانفورد للأبحاث في قسم علوم الأغذية والتغذية، حيث بقيت حتى عام 1963. ابتكرت منتجًا لعصير البرتقال المجفف الذي أصبح تانغ في النهاية. عملت أيضًا على تطوير مواد تغليف للأغذية الفضائية، والأحياء المجهرية للأمعاء، وانتفاخ البطن، وإمكانات الكائنات أحادية الخلية كغذاء. خلال هذا البحث اكتشفت كالوي أنه يمكن تشخيص عدم تحمل اللاكتوز عن طريق اختبار التنفس.
في عام 1963، شغلت كالوي منصب أستاذ التغذية في جامعة كاليفورنيا / بيركلي. وتقاعدت في عام 1991 وبقيت بمنصب أستاذ فخري إلى أن تأثرت بشدة بمرض باركنسون لدرجة عدم قدرتها عن العمل. ركزت أبحاثها هناك على النظم الغذائية في مراحل مختلفة من الحياة، لا سيما دور النيتروجين واحتياجات الحامل والحيض والمرضعات. كما أجرت أبحاثًا حول سوء التغذية في كينيا ومصر والمكسيك. وأثرت في سياسات المساعدات الغذائية للمنظمات والحكومات في جميع أنحاء العالم. على وجه الخصوص، أظهرت أن برامج المساعدات الغذائية الأمريكية للأشخاص الذين يعانون من الفقر من الأميركيين الأصليين لا توفر التغذية الكافية.
حققت أكثر أعمالها شهرة، «دراسة السقيفة»، دراسة استقلاب المتطوعين الذين يعيشون في عزلة لأسابيع في وقت واحد واستخدمت أساليب مبتكرة ودقيقة لقياس عملية التمثيل الغذائي على مدار 17 عامًا من التجارب.
تم استخدام هذا البحث لتعيين القيم الموصى بها للاستهلاك اليومي للعناصر الغذائية وساعد ناسا على تحديد الاحتياجات الغذائية في الفضاء. أظهر بحثها أن المتطلبات الغذائية السابقة للبروتين كانت مبالغة في تقديرها وأنه تم إفراز البروتين الزائد. كانت دوريس رائدة في مهنتها وقدمت النصح للعديد من طلاب التغذية في جامعة كولومبيا البريطانية، وبقيت رائدة في هذا المجال.
عملت بمنحة في الجامعة في الفترة من 1981-1987، وهي أول امرأة تتولى هذا الدور في بيركلي، ومستشارة للأمم المتحدة في عامي 1971 و1981. وكانت كالوي ايضاً مستشارة للمعهد الوطني للصحة في الشيخوخة والمعهد الوطني لالتهاب المفاصل والأيض والتمثيل الهضمي والمركز الدولي لتحسين الذرة والقمح والمجلس القومي الأمريكي للبحوث. أثناء عملها كعميد في بيركلي، أسست برنامجها في دراسات السلام والصراع وعملت على توجيه وتوظيف المزيد من النساء والأشخاص الملونين في الجامعة، حيث وظفت أول عميدة لها وأول عميد أمريكي من أصل أفريقي.

## الحياة الشخصية
```
تزوجت دوريس كالوي من زوجها الأول، ناثانيل كالوي، في عام 1946. كان لديها ابن، ديفيد، بينما كانت في المدرسة العليا وابنتها كانديس، بعد فترة قصيرة من حصولها على درجة الدكتوراه. ناثانيل أصبح سياسي في شيكاغو وبعدها تطلق الزوجان عام 1956. تزوجت من روبرت نيشم خبير التغذية في عام 1981.
[
5
]
```

## الموت والإرث
توفيت كالوي بسبب مرض باركنسون في عام 2001. كانت تذكر من قبل زملائها بالبحث الرائد، والكفاءة المهنية، والخدمة العامة. أنشأت جامعة كاليفورنيا في بيركلي كرسيًا باسمها في عام 1999.

## الأوسمة والجوائز
```
حصلت كالوي على عدة مناصب في الجمعيات الأكاديمية وفي المجلات العلمية وفازت بجميع الجوائز البارزة في مجال التغذية:
```

- «رجل العام»، الجيش الأمريكي (1959)
- محرر مشارك، مراجعات التغذية (1962-1968)
- رئيس المعهد الأمريكي للتغذية (1982-1983)
- دكتوراه فخرية، جامعة تافتس (1992)
- جائزة بيركلي للاقتباس، جامعة كاليفورنيا / بيركلي (1992)
- محاضرة أبحاث هيئة التدريس، جامعة كاليفورنيا في بيركلي (1992)
- جائزة بريستول مايرز سكويب / ميد جونسون للإنجاز المتميز في مجال التغذية
- جائزة كونراد الفجهيم، المعهد الأمريكي للتغذية
- زميل المعهد الأمريكي للتغذية
- زميل الاتحاد الدولي لعلوم التغذية
- زميل الأكاديمية الوطنية للطب
- عضو مجلس البيولوجيا البشرية